# Keely Shaye Smith
Pour les articles homonymes, voir Keely Smith (homonymie), Shaye et Smith.
Keely Shaye Smith est une journaliste et présentatrice de télévision américaine née le 25 septembre 1963 en Californie (États-Unis).   

## Biographie
Keely Shaye Smith est l'épouse de l'acteur Pierce Brosnan.

## Filmographie
- 1987 : Uppercut Man (Qualcuno pagherà) de Sergio Martino : Anne
- 1987 : Norman's Corner (TV) : Gail
- 1988 : Nothin' Goes Right (vidéo) : Escort
- 1989 : Hôpital central ("General Hospital") (série TV) : Valerie Freeman